# Sechestru de persoană
Sechestru de persoană (titlul original: în italiană Sequestro di persona) este un film polițist italian, realizat în 1968 de regizorul Gianfranco Mingozzi după un subiect de Ugo Pirro, protagoniști fiind actorii Franco Nero, Charlotte Rampling, Frank Wolff și Pierluigi Aprà.

## Rezumat
Christina Forti ajunge în Sardinia pentru a petrece o vacanță cu prietenul ei de la universitate, Francesco. În timp ce fac turul insulei, sunt prinși de teroriștii din munți. Francesco este răpit cerându-se familiei o sumă de 80 de milioane de lire în schimbul eliberării lui, dar Christinei i se permite să plece. Ea este hotărâtă să contacteze poliția, dar este convinsă de cel mai bun prieten al lui Francesco, Gavino, să nu o facă. Împreună încearcă să găsească răpitorii, dar ea devine suspicioasă față de toată lumea, inclusiv de Gavino. Confuză și paranoică, ea pornește singură să contacteze poliția...

## Distribuție
- Franco Nero – Gavino Dorgali
- Charlotte Rampling – Cristina Forti
- Frank Wolff – Osilo
- Pierluigi Aprà – Francesco Marras
- Ennio Balbo – Marras, tatăl lui Francesco
- Steffen Zacharias – Santo Dorgali, tatăl lui Gavino
- Margarita Lozano – mama lui Francesco
- Gino Cassani – căpitanul de carabinieri
- Enzo Robutti –
- Enrico Osterman – Giovanni Bodda
- Guy Heron –
- Ugo Cardea –
- Paolo Todisco –
- Giuseppe Merlo –
- Fabrizio Jovine – comisarul
- Vito Rocca –
- Max Turilli – un finanțator

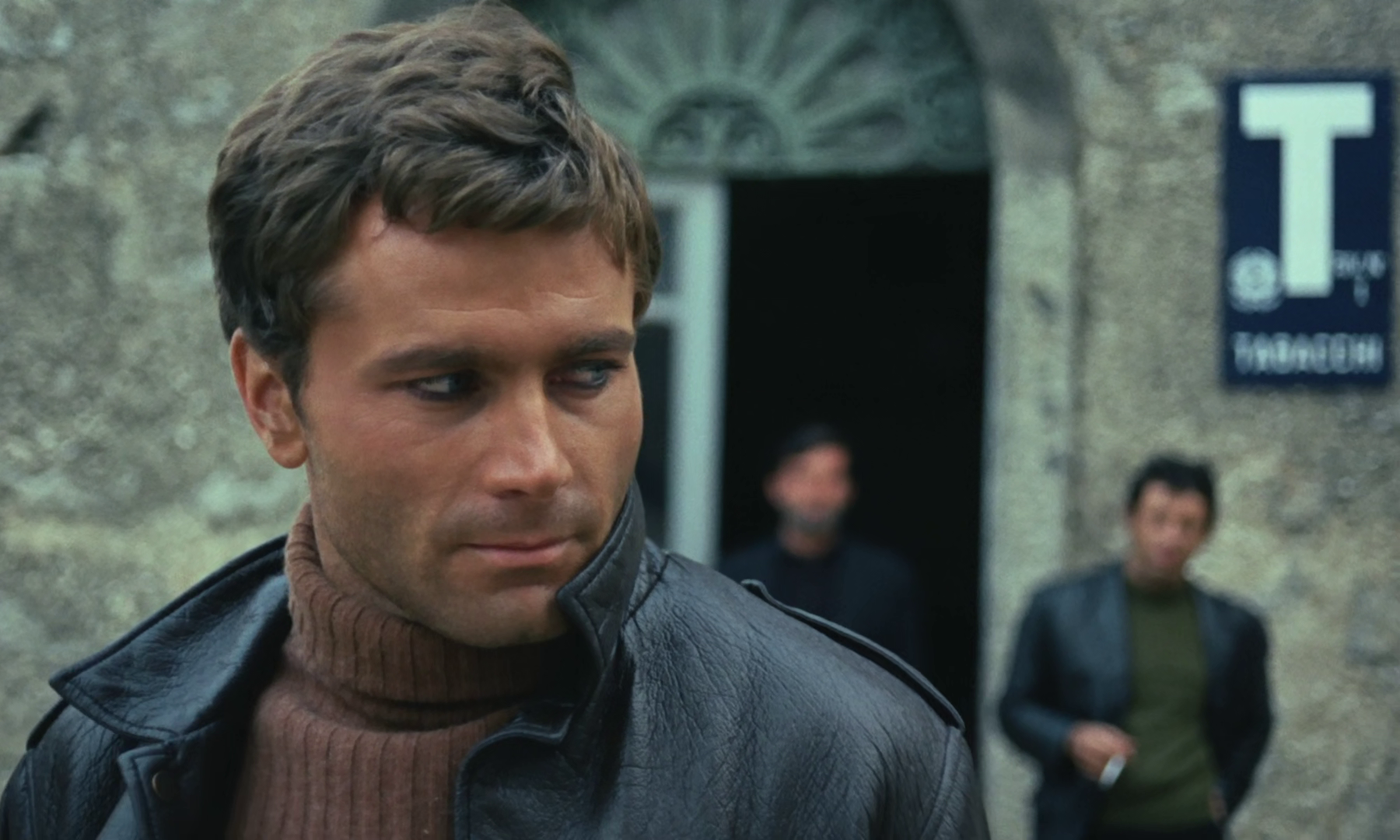
Franco Nero (Gavino Dorgali)
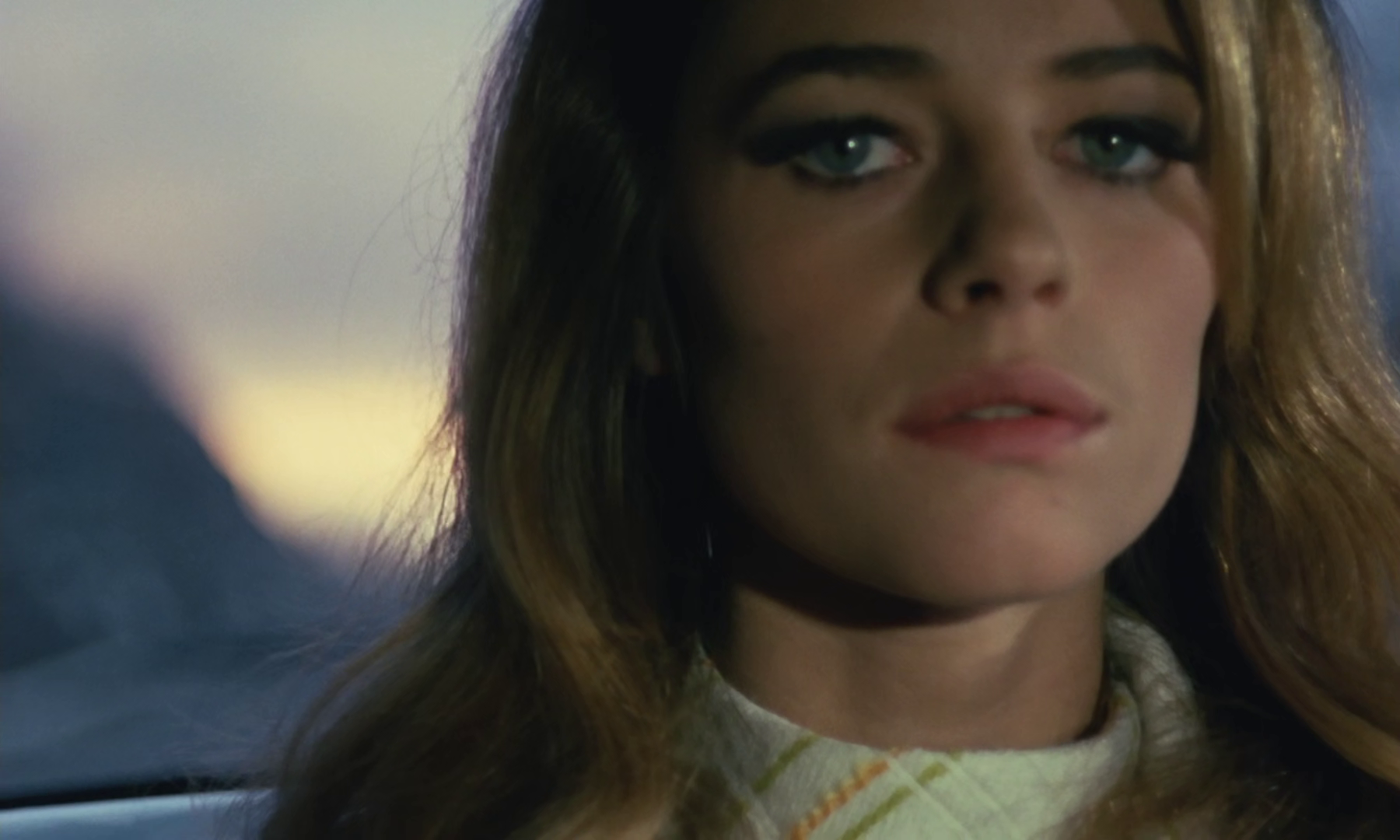
Charlotte Rampling (Cristina Forti)
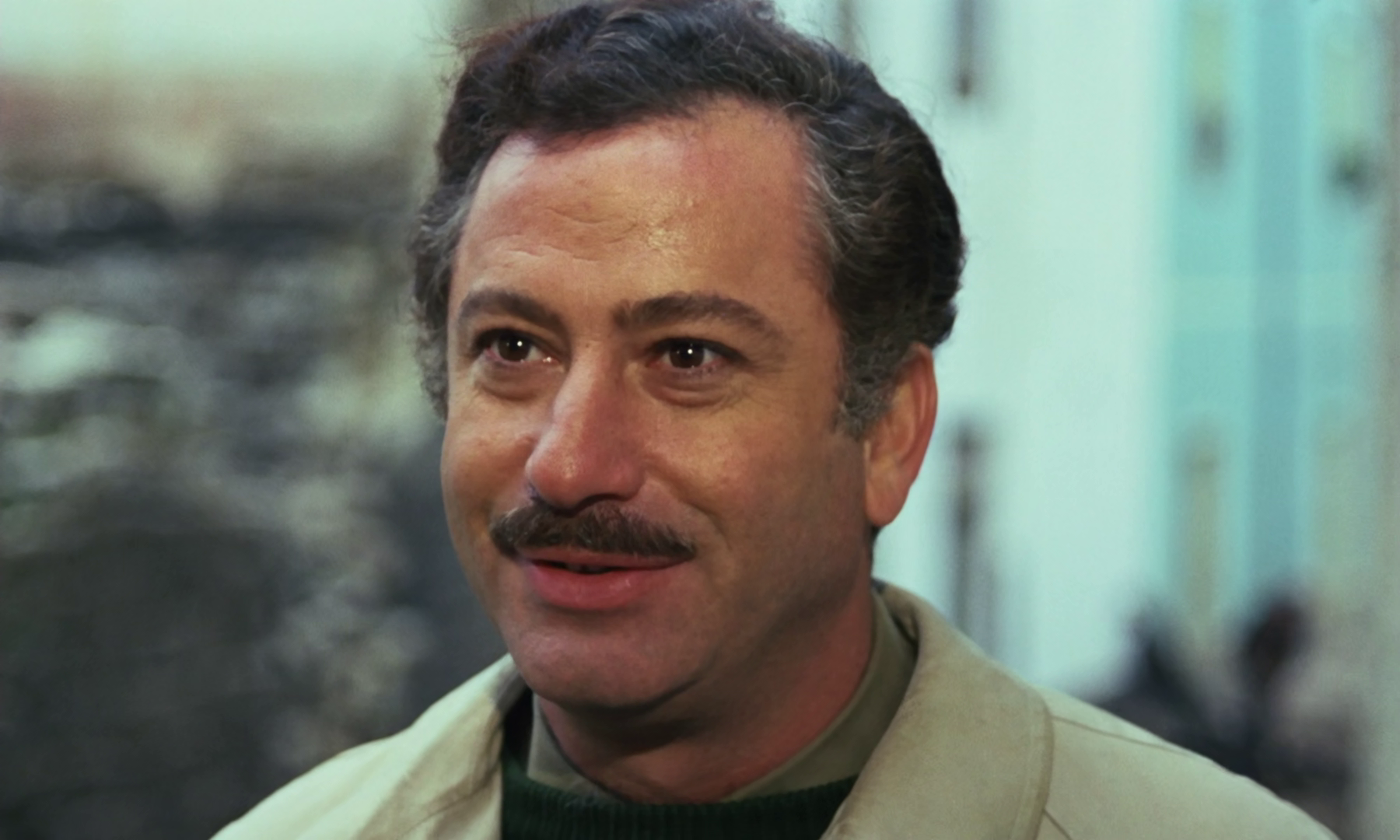
Frank Wolff (Osilo)
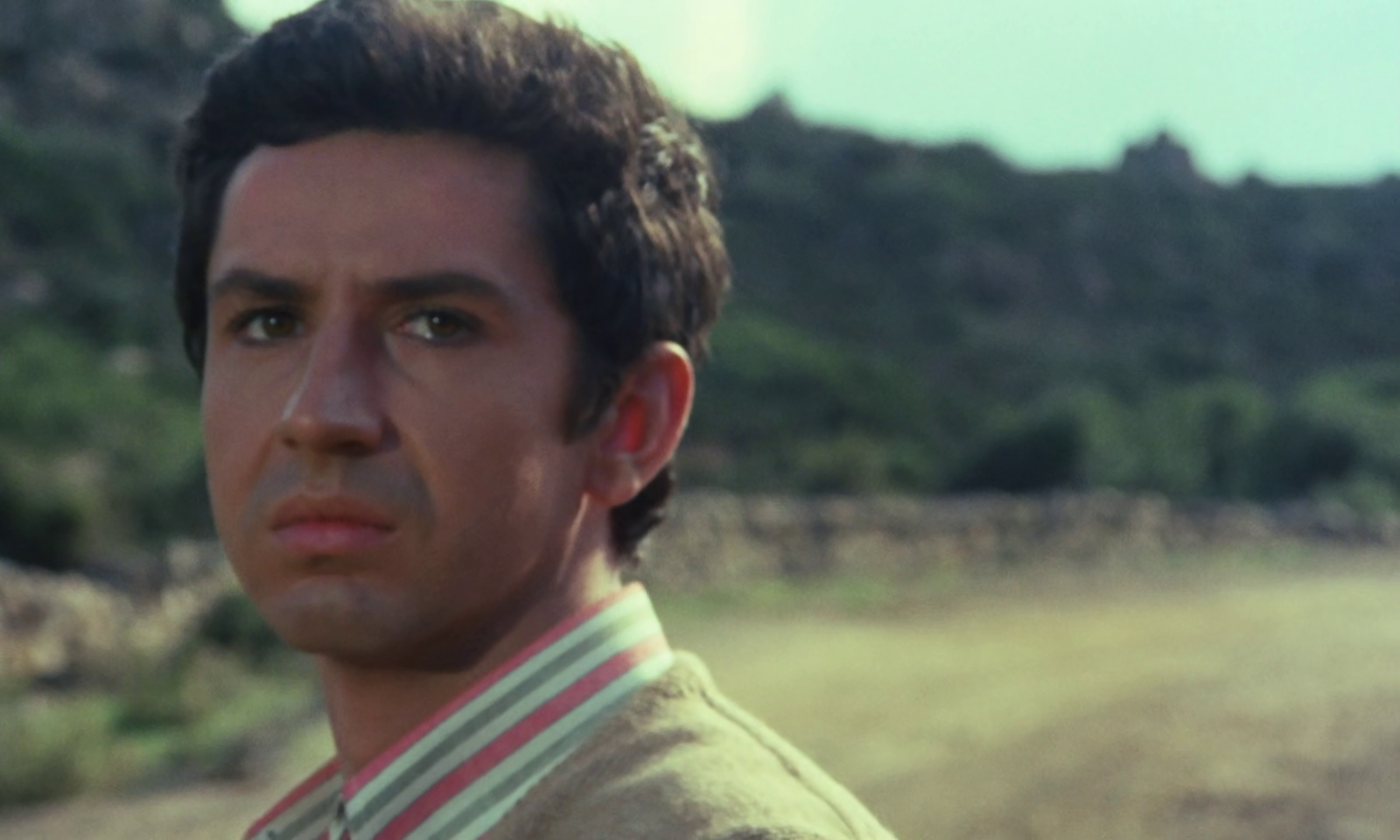
Pierluigi Aprà (Francesco Marras)
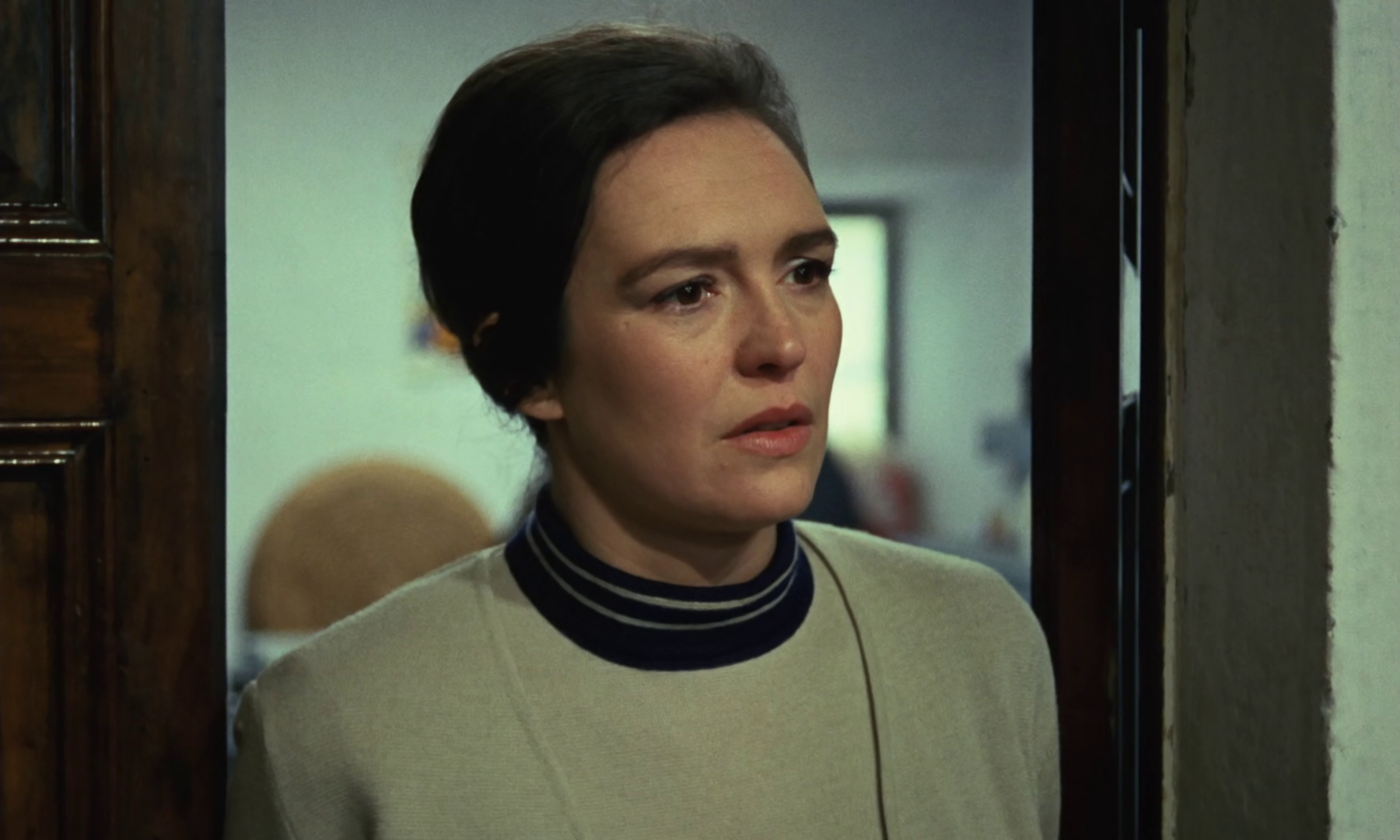
Margarita Lozano (mama lui Francesco)
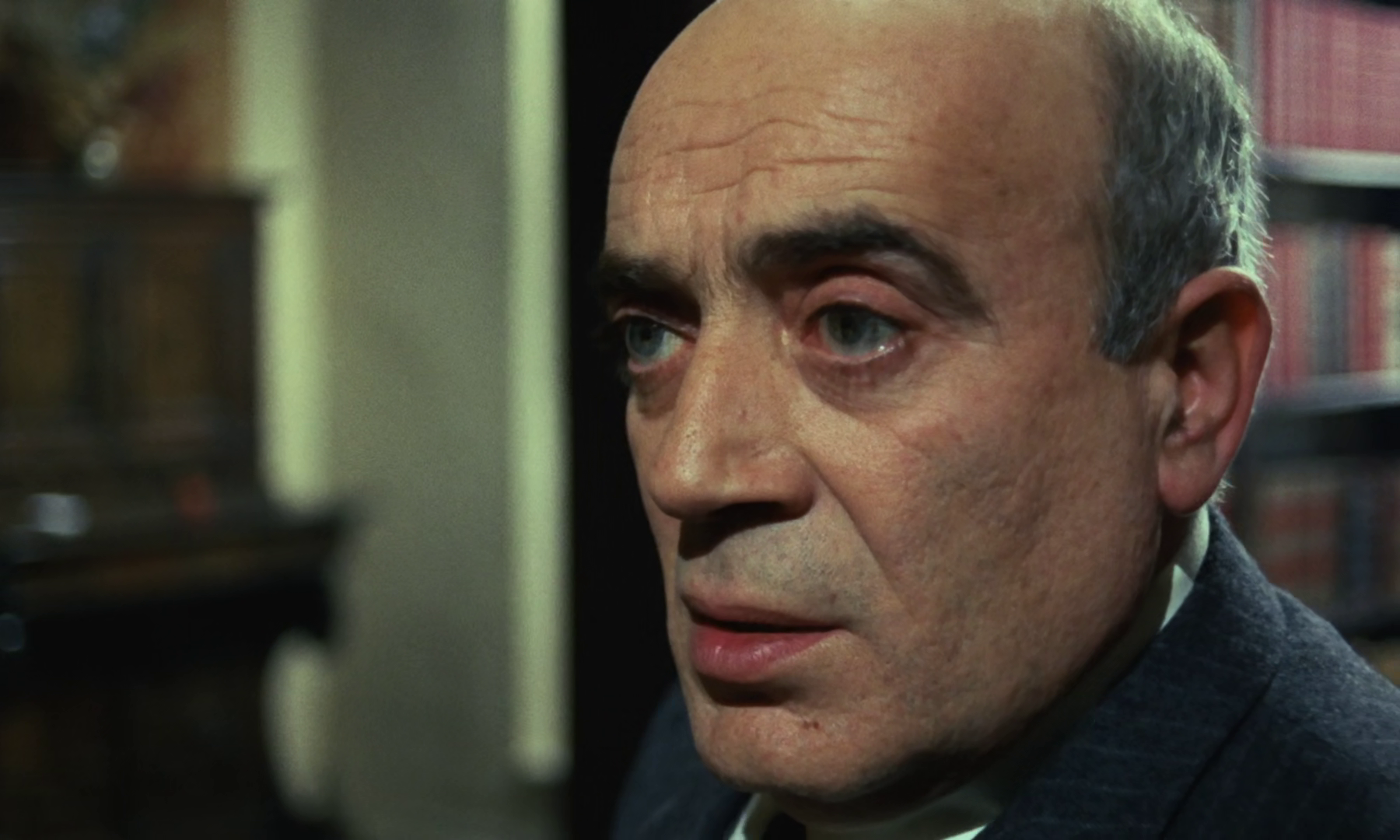
Ennio Balbo (tatăl lui Francesco)